# Heinrich III. von Grönhagen
Heinrich III. von Grönhagen (auch Henricus; * vor 1470?, † 1540 Lüneburg) gehörte dem Lüneburger Patriziergeschlecht von Grönhagen mit dem redenden Wappen (dem grünen „Hag“ oder Hecke) an. Er war Sülfmeister und Inhaber  verschiedener öffentlicher Ämter.

## Leben und Wirken
Heinrich war Sohn Heinrichs II. von Grönhagen und dessen Gattin Mette Schütte, Tochter des Petri Schütte. Heinrich III.
war seit 1487 Sülfmeister und 1499 Ratsherr und Patrizier in Lüneburg. Er heiratete 1488 Margarete von Sanckenstede, Tochter des Herrn Nicolei. Seit 1498 war Heinrich Ratsherr bzw. Senator und hatte von 1511 bis 1517 Schloss und Vogtei Harburg sowie von 1511 bis 1540 Schloss Lüdershausen vom Rat der Stadt Lüneburg inne. Eine Nachricht in Schomakers Chronik berichtet, dass er 1540 bei einer Ruhrepidemie in Lüneburg gestorben ist. Seine Frau verstarb 1544, die Ehe blieb kinderlos.
Das Wohnhaus des Sülfmeisters Heinrich III. Grönhagen lag am Ochsenmarkt, gegenüber dem Rathauskomplex und zwischen dem Herzogenhaus und dem Haus des Hieronymus von Witzendorff.

## Stiftungen und Erinnerungsstücke
Das Haus der Barmherzigkeit trug das Grönhagensche Wappen. Diese Einrichtung diente zur Linderung der Not Bedürftiger in Lüneburg. In der Kapelle hatte ein „Kommendist“ dreimal wöchentlich Messe zu lesen. Die Kommende war vermutlich von dem Ratmann Hinrik von Grönhagen errichtet, denn nach einer Aufzeichnung von 1525 war sie mit einer Rente von 20 Mark aus dessen Sülzgütern begabt. Ein Ausbau des Hauses muss in den Jahren 1537 und 1539 vorgenommen worden sein, es trug die Wappen Grönhagens und seiner Frau Margarete von Sanckenstede.
In St. Johannes zu Lüneburg war ein farbiges Glasfenster dem Senator Dn. Henrici Gronhagen (Dn = Dominus) gewidmet. 1746 waren in der Südseite des Langhauses noch Allianzwappen zu sehen, darunter Gronehagen (in Rot ein silberner Balken, begleitet oben und unten von je neun silbernen Kugeln) / Sanckenstede (in Schwarz ein silberner Balken, mit drei grün gekleideten Mohrenbrustbildern belegt). Über diesen, die zusammen mit jenen von Döring und Sneverding eine Zeile bildeten, befand sich „vermutlich“ eine Hinrichtung der Hl. Katharina.
Im Kloster Ebstorf zeigte ein Glasfenster im Nonnenchor ein Rautenfeld mit Mohrenkopf-Wappen (Balken mit zwei Mohrenköpfen belegt) der Margareta Sanckenstede  – nach 1522. Durchmesser des Medaillons 18,5 cm mit weißem Schriftband, nach 1520. Der Text lautet „Margareta uxor“ (Ehefrau – also nach 1520 noch nicht Witwe).